# المدرسة المرجانية (تونس)
المدرسة المرجانية هي مدرسة من مدارس مدينة تونس تأسّست في العهد الحفصي ، كانت زاوية تنعت برباط المرجاني و تحولت إلى مدرسة في حكم الخليفة الحفصي أبو عبد الله محمد أبو عصيدة.

## تأسيسها
```
المدرسة المرجانية مثّلت أوّل مدرسة زاوية ، إذ أنّها كانت زاوية ثم ّحوّلها أبا محمد عبد الله المرجاني 
[
1
]
 إلى مدرسة بين سنتي 
693هـ
 الموافق 
ل1293
 و 
699هـ
 الموافق 
ل1299
.
[
2
]
```

## موقعها
تقع في الضاحية الشمالية لمدينة تونس العتيقة (الربض الشمالي) حذو باب الخضراء وهو أحد أبواب المدينة العتيقة.

## المدرسين
درّس بها سالم بوحاجب صديق الوزير خير الدين باشا وهو من روّاد النهضة العلميّة ثمّ عوّضه الشيخ الطيّب النيفر الذي جمع بين المدرسة المرجانية و المدرسة المغربية.

## إشارات مرجعية
1. ↑  معالم التوحيد ابن الخوجة ص 181
2. ↑  الأدلّة ابن الشماع ص95
3. ↑  الأدلة ابن الشماع ص59
4. ↑  ابن الخوجة معالم التوحيد ص185